# Orly-sur-Morin
Orly-sur-Morin är en kommun i departementet Seine-et-Marne i regionen Île-de-France i norra Frankrike. Kommunen ligger i kantonen Rebais som tillhör arrondissementet Provins. År 2022 hade Orly-sur-Morin 660 invånare.

## Befolkningsutveckling
Antalet invånare i kommunen Orly-sur-Morin
| Referens: INSEE |